# Бірбраєр Євген Абрамович
Євген Абрамович Бірбраєр  (23 червня 1912, Гомель — 6 жовтня 1943, Домоткань (село), Дніпропетровська область) — військовик, гвардії старший лейтенант; командир мінометної роти 225-го гвардійського стрілецького полку 78-ї гвардійської стрілецької дивізії 7-ї гвардійської армії Степового фронту.

## Біографія
Народився у Гомелі. Після закінчення восьмирічки приїхав до Ленінграда. Тут працював слюсарем на заводі. У 1934 році закінчив Ленінградський інститут журналістики. Працював журналістом до 1936 року, коли був покликаний в Червону армію. Брав участь у радянсько-фінській війні (1939—1940).
З 1941-го вже на фронті під час німецько-радянської війни.
У 1942 році закінчив Червонопрапорні курси «Постріл».
Відзначився у одному з боїв під час форсування Дніпра в районі села Домоткань Дніпропетровської області, під час якого 6 жовтня 1943 року загинув.
Похований у селі Бородаївка Верхньодніпровського району.

## Нагороди
За зразкове виконання бойових завдань і проявлені при цьому мужність і героїзм Указом Президії Верховної Ради СРСР від 26 жовтня 1943 року посмертно присвоєно звання Герой Радянського Союзу.